# Ghaggar
Ghaggar är en flod i västra Indien, men vattenförande endast under monsunsäsongen. Floden rinner upp i Siwalikbergen i delstaten Himachal Pradesh, flyter vidare genom Haryana och Punjab till Rajasthan, för att där försvinna in i Tharöknen. Den nutida Sarasvatifloden ansluter sig till Ghaggar under dess färd genom Haryana.
Floden var avsevärt mäktigare i forntiden. Flera av Ghaggars biflöden ingår dock numera i de floder som försörjer Indussystemet med vatten.